# Yuan Shao
Yuan Shao, noto anche con lo pseudonimo di Benchu (本初S; Contea di Shangshui, 154 – Contea di Linzhang, 28 giugno 202), è stato un generale cinese.
Signore della guerra vissuto nel periodo dei tre regni, nel 190 d.C. convocò diciotto signori feudali locali per formare una coalizione contro il tiranno Dong Zhuo, che stava manovrando l’imperatore Han Xian.
La coalizione non durò molto, dopo questo periodo iniziò il tempo delle guerre civili per il controllo delle pianure centrali, Yuan Shao mosse guerra contro Gongsun Zan, il governatore di Beiping, mentre il suo alleato Liu Biao sconfisse e uccise Sun Jian, il quale aveva con sé il sigillo imperiale.
Nel 199 Yuan Shao sconfisse Gongsun Zan, che si suicidò, e inviò la sua testa nello Xuchang, dove regnava Cao Cao.
Nel 200, nelle pianure centrali rimanevamo solo due signori della guerra: Cao Cao, che controllava le province di Yu, Yan e Xu, e Yuan Shao, che possedeva le province di You, Bing, Ji e Qing.
I due mossero guerra l’un l’altro e si sfidarono in una battaglia decisiva a Guandu, dove Yuan Shao perse 200 000 uomini, l’intera scorta di grano di Wuchao e i suoi due generali più valorosi Yan Liang e Wen Chou.
Sconfitto in più battaglie, a Yuan Shao rimanevamo un centinaio di cavalieri, poco dopo si ammalò e morì nel 202, lasciando i suoi tre figli senza un erede già designato.